# Granville, Iowa
Granville är en ort i Sioux County i Iowa. Vid 2020 års folkräkning hade Granville 310 invånare.